# Merremia repens
Merremia repens är en vindeväxtart som beskrevs av D.F. Austin och G.W. Staples. Merremia repens ingår i släktet Merremia och familjen vindeväxter. Inga underarter finns listade i Catalogue of Life.